# پایانه جنوب تهران

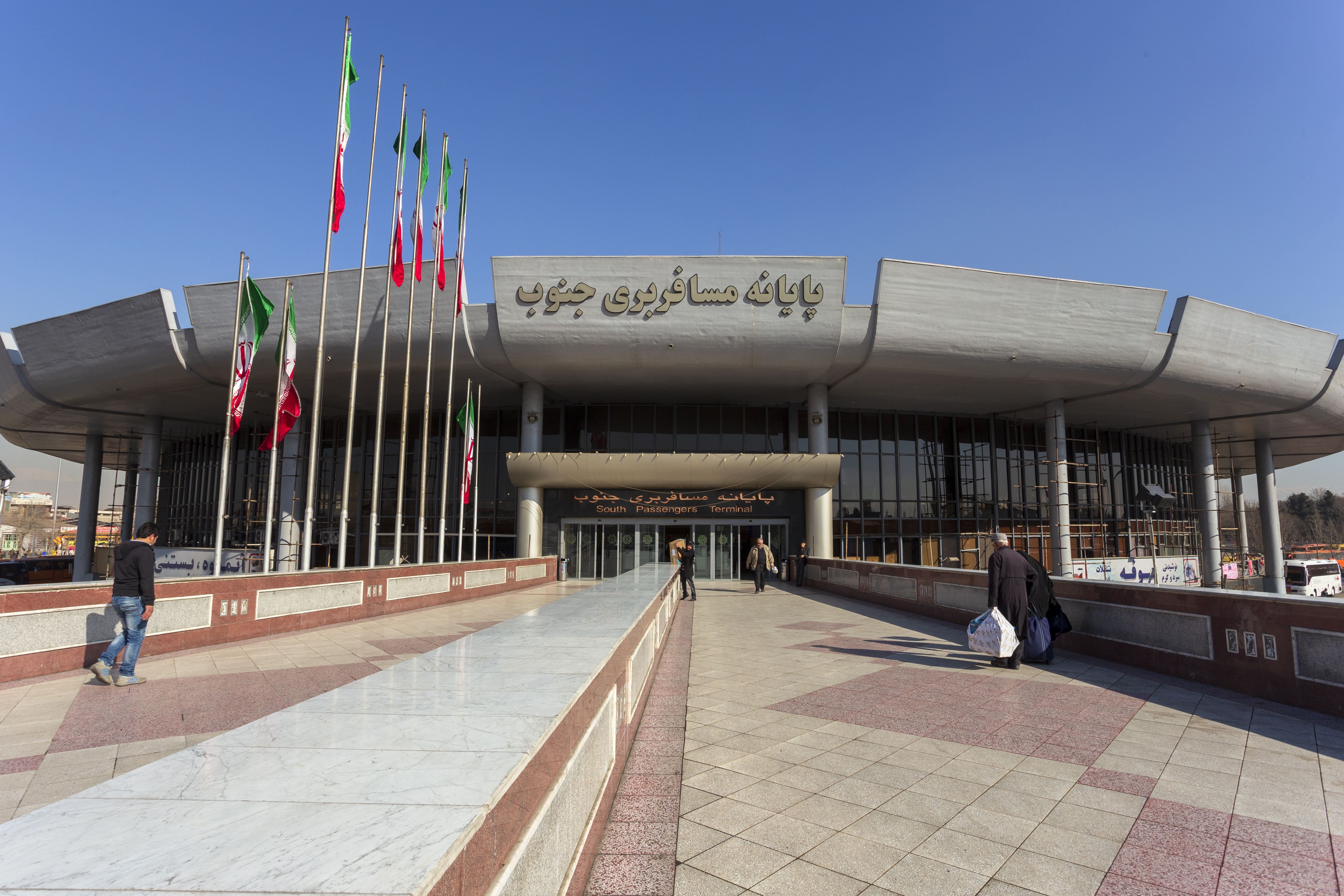
نمایی از پایانه

پایانه جنوب یا ترمینال جنوب، مکانی در تهران جهت مدیریت جابجایی بین شهری مسافران با استفاده از اتوبوس است. این پایانه در بزرگراه آیت الله رئیسی در جنوب تهران قرار دارد.  احداث ساختمان سه طبقه این مجموعه که از سال ۱۳۵۳ آغاز شد، در یازدهم تیر ۱۳۵۹ به پایان رسید. طبقه اول این مجموعه با ۸۸۰۰ مترمربع مساحت به دفتر شرکت های مسافربری اختصاص دارد و در طبقه دوم که مساحت آن ۴۲۰۰ مترمربع است، رستوران قرار دارد و مساحت ۶۲۰ مترمربع طبقه سوم، محتص دفاتر اداری است. ایستگاه متروی پایانه جنوب راهی برای دسترسی آسانتر به این پایانه است.